# Рачић (Бихаћ)
Рачић је насељено мјесто у Босни и Херцеговини, у општини Бихаћ, које административно припада Федерацији Босне и Херцеговине. Према попису становништва из 1991. у насељу је живјело 286 становника.

## Становништво
| Националност       | 1991. | 1981. | 1971. | 1961. |
| Срби               | 274   | 267   | 410   |       |
| Југословени        | 8     | 29    |       |       |
| Хрвати             | 4     | 1     | 1     |       |
| Муслимани          |       | 3     |       |       |
| Црногорци          |       |       | 1     |       |
| остали и непознато |       |       | 1     |       |
| Укупно             | 286   | 300   | 413   | '     |

| Демографија | Демографија | Демографија |
| Година      | Становника  | Становника  |
| ----------- | ----------- | ----------- |
| 1961.       | 465         |             |
| 1971.       | 413         |             |
| 1981.       | 300         |             |
| 1991.       | 286         |             |